# Egesina rigida
Egesina rigida är en skalbaggsart som beskrevs av Francis Polkinghorne Pascoe 1864. Egesina rigida ingår i släktet Egesina och familjen långhorningar. Inga underarter finns listade i Catalogue of Life.